# Alfredo Labbé Villa
El Embajador Alfredo Alejandro Labbé Villa es el Director General de Política Exterior de Chile.
Como funcionario del Ministerio de Relaciones Exteriores de Chile, Labbé ejerció en la Dirección de Asuntos Culturales; de Asuntos de América del Sur; como subdirector de Seguridad Internacional y Humana (expolítica Especial) y como subdirector de Política Especial para Seguridad Internacional y Desarme.

## Carrera profesional diplomática
| País                       | Cargo              |
| -------------------------- | ------------------ |
| Ecuador                    | Tercer Secretario  |
| Nicaragua                  | Segundo Secretario |
| Perú                       | Segundo Secretario |
| Hungría                    | Primer Secretario  |
| Siria                      | Consejero          |
| Naciones Unidas/Ginebra    | Ministro Consejero |
| Naciones Unidas/Nueva York | Embajador Alterno  |
| Austria                    | Embajador          |

## Condecoraciones
| País    | Condecoración                              | Grado                              |
| ------- | ------------------------------------------ | ---------------------------------- |
| Perú    | Orden al Mérito por servicios distinguidos | Oficial (1982) y Comandante (1991) |
| Ecuador |                                            | Oficial (1982)                     |
| Brasil  | Orden de Río Branco                        | Oficial (1990)                     |
| Chile   | Medalla al Mérito Diplomático              | Tercera Clase (1994)               |
| Chile   | Una medalla Diplomático                    | Segunda Clase (2004)               |